# Вірджиніо Розетта
Вірджиніо Розетта (італ. Virginio Rosetta, * 25 лютого 1902, Верчеллі — † 31 березня 1975, Турин) — колишній італійський футболіст, захисник. По завершенні ігрової кар'єри — футбольний тренер.
Як гравець насамперед відомий виступами за клуб «Ювентус», а також національну збірну Італії.
Восимиразовий чемпіон Італії. У складі збірної — чемпіон світу.

## Клубна кар'єра
Вихованець футбольної школи клубу «Про Верчеллі». Дорослу футбольну кар'єру розпочав 1919 року в основній команді того ж клубу, в якій провів чотири сезони.
1923 року перейшов до клубу «Ювентус», за який відіграв 13 сезонів. Більшість часу, проведеного у складі «Ювентуса», був основним гравцем захисту команди. Завершив професійну кар'єру футболіста виступами за туринську команду у 1936 році.

## Виступи за збірну
1920 року дебютував в офіційних матчах у складі національної збірної Італії. Протягом кар'єри у національній команді, яка тривала 15 років, провів у формі головної команди країни 52 матчі.
У складі збірної був учасником футбольного турніру на Олімпійських іграх 1920 року в Антверпені, футбольного турніру на Олімпійських іграх 1924 року у Парижі, футбольного турніру на Олімпійських іграх 1928 року в Амстердамі, на якому команда здобула бронзові нагороди, а також домашнього для італійців чемпіонату світу 1934 року, на якому вони здобули свій перший титул чемпіонів світу.

## Кар'єра тренера
Розпочав тренерську кар'єру, ще продовжуючи грати на полі, 1935 року, очоливши тренерський штаб клубу «Ювентус». Згодом очолював команду клубу «Луккезе-Лібертас».
Останнім місцем тренерської роботи був клуб «Палермо», команду якого Вірджиніо Розетта очолював як головний тренер до 1948 року.
| Дата       | Місто              | Господарі         | Результат  | Гості          | Турнір                   | Голи | Примітки |
| ---------- | ------------------ | ----------------- | ---------- | -------------- | ------------------------ | ---- | -------- |
| 31/08/1920 | Антверпен          | Норвегія          | 1 – 2 д.ч. | Італія         | ОІ 1920                  | -    |          |
| 20/02/1921 | Марсель            | Франція           | 1 – 2      | Італія         | товариський матч         | -    |          |
| 06/03/1921 | Мілан              | Італія            | 2 – 1      | Швейцарія      | товариський матч         | -    |          |
| 05/05/1921 | Антверпен          | Бельгія           | 2 – 3      | Італія         | товариський матч         | -    |          |
| 08/05/1921 | Амстердам          | Нідерланди        | 2 – 2      | Італія         | товариський матч         | -    |          |
| 09/03/1924 | Мілан              | Італія            | 0 – 0      | Іспанія        | товариський матч         | -    |          |
| 06/04/1924 | Будапешт           | Угорщина          | 7 – 1      | Італія         | товариський матч         | -    |          |
| 25/05/1924 | Париж              | Італія            | 1 – 0      | Іспанія        | ОІ 1924                  | -    |          |
| 29/05/1924 | Париж              | Люксембург        | 0 – 2      | Італія         | ОІ 1924                  | -    |          |
| 02/06/1924 | Париж              | Швейцарія         | 2 – 1      | Італія         | ОІ 1924                  | -    |          |
| 14/06/1925 | Валенсія           | Іспанія           | 1 – 0      | Італія         | товариський матч         | -    |          |
| 18/06/1925 | Лісабон            | Португалія        | 1 – 0      | Італія         | товариський матч         | -    |          |
| 17/01/1926 | Турин              | Італія            | 3 – 1      | Чехословаччина | товариський матч         | -    |          |
| 21/03/1926 | Турин              | Італія            | 3 – 0      | Ірландія       | товариський матч         | -    |          |
| 18/07/1926 | Стокгольм          | Швеція            | 5 – 3      | Італія         | товариський матч         | -    |          |
| 28/10/1926 | Прага              | Чехословаччина    | 3 – 1      | Італія         | товариський матч         | -    |          |
| 30/01/1927 | Женева             | Швейцарія         | 1 – 5      | Італія         | товариський матч         | -    |          |
| 20/02/1927 | Мілан              | Італія            | 2 – 2      | Чехословаччина | товариський матч         | -    |          |
| 17/04/1927 | Турин              | Італія            | 3 – 1      | Португалія     | товариський матч         | -    |          |
| 24/04/1927 | Париж              | Франція           | 3 – 3      | Італія         | товариський матч         | -    |          |
| 01/01/1928 | Генуя              | Італія            | 3 – 2      | Швейцарія      | Кубок Центральної Європи | -    |          |
| 25/03/1928 | Рим                | Італія            | 4 – 3      | Угорщина       | Кубок Центральної Європи | -    |          |
| 29/05/1928 | Амстердам          | Франція           | 3 – 4      | Італія         | ОІ 1928                  | -    |          |
| 01/06/1928 | Амстердам          | Іспанія           | 1 – 1 д.ч. | Італія         | ОІ 1928                  | -    |          |
| 04/06/1928 | Амстердам          | Іспанія           | 1 – 7      | Італія         | ОІ 1928                  | -    |          |
| 07/06/1928 | Амстердам          | Уругвай           | 3 – 2      | Італія         | ОІ 1928                  | -    |          |
| 14/10/1928 | Цюрих              | Швейцарія         | 2 – 3      | Італія         | Кубок Центральної Європи | -    |          |
| 11/11/1928 | Рим                | Італія            | 2 – 2      | Австрія        | товариський матч         | -    |          |
| 02/12/1928 | Мілан              | Італія            | 3 – 2      | Нідерланди     | товариський матч         | -    |          |
| 03/03/1929 | Болонья            | Італія            | 4 – 2      | Чехословаччина | Кубок Центральної Європи | -    |          |
| 07/04/1929 | Відень             | Австрія           | 3 – 0      | Італія         | Кубок Центральної Європи | -    |          |
| 28/04/1929 | Турин              | Італія            | 1 – 2      | Німеччини      | товариський матч         | -    |          |
| 01/12/1929 | Мілан              | Італія            | 6 – 1      | Португалія     | товариський матч         | -    |          |
| 09/02/1930 | Рим                | Італія            | 4 – 2      | Швейцарія      | товариський матч         | -    |          |
| 02/03/1930 | Франкфурт-на-Майні | Німеччини         | 0 – 2      | Італія         | товариський матч         | -    |          |
| 06/04/1930 | Амстердам          | Нідерланди        | 1 – 1      | Італія         | товариський матч         | -    |          |
| 22/06/1930 | Болонья            | Італія            | 2 – 3      | Іспанія        | товариський матч         | -    |          |
| 25/01/1931 | Болонья            | Італія            | 5 – 0      | Франція        | товариський матч         | -    |          |
| 19/04/1931 | Більбао            | Іспанія           | 0 – 0      | Італія         | товариський матч         | -    |          |
| 13/12/1931 | Турин              | Італія            | 3 – 2      | Угорщина       | Кубок Центральної Європи | -    |          |
| 14/02/1932 | Неаполь            | Італія            | 3 – 0      | Швейцарія      | Кубок Центральної Європи | -    |          |
| 20/03/1932 | Відень             | Австрія           | 2 – 1      | Італія         | Кубок Центральної Європи | -    |          |
| 10/04/1932 | Париж              | Франція           | 1 – 2      | Італія         | товариський матч         | -    |          |
| 08/05/1932 | Будапешт           | Угорщина          | 1 – 1      | Італія         | Кубок Центральної Європи | -    |          |
| 12/02/1933 | Брюссель           | Бельгія           | 2 – 3      | Італія         | товариський матч         | -    |          |
| 02/04/1933 | Женева             | Швейцарія         | 0 – 3      | Італія         | Кубок Центральної Європи | -    |          |
| 07/05/1933 | Флоренція          | Італія            | 2 – 0      | Чехословаччина | Кубок Центральної Європи | -    |          |
| 13/05/1933 | Рим                | Італія            | 1 – 1      | Англія         | товариський матч         | -    |          |
| 22/10/1933 | Будапешт           | Угорщина          | 0 – 1      | Італія         | Кубок Центральної Європи | -    |          |
| 03/12/1933 | Флоренція          | Італія            | 5 – 2      | Швейцарія      | Кубок Центральної Європи | -    |          |
| 11/02/1934 | Турин              | Італія            | 2 – 4      | Австрія        | Кубок Центральної Європи | -    |          |
| 27/05/1934 | Рим                | Італія            | 7 – 1      | США            | ЧС 1934 - 1/8 фіналу     | -    |          |
| Усього     |                    | Матчів (40 місце) | 52         |                | Голів                    | 0    |          |

### Статистика виступів у кубку Мітропи
| №                      | Розіграш               | Стадія                 | Дата та місце проведення | Команда 1              | Рахунок                                            | Команда 2           | Голи та інші дії |
| ---------------------- | ---------------------- | ---------------------- | ------------------------ | ---------------------- | -------------------------------------------------- | ------------------- | ---------------- |
| 1                      | 1929                   | 1/4                    | 23.06.1929, Турин        | Ювентус                | 1:0 [Архівовано 14 жовтня 2020 у Wayback Machine.] | Славія (Прага)      |                  |
| 2                      | 1929                   | 1/4                    | 06.07.1929, Прага        | Славія (Прага)         | 3:0 [Архівовано 15 травня 2021 у Wayback Machine.] | Ювентус             |                  |
| 3                      | 1931                   | 1/4                    | 12.07.1931, Турин        | Ювентус                | 2:1 [Архівовано 20 жовтня 2020 у Wayback Machine.] | Спарта (Прага)      | Капітан команди  |
| 4                      | 1931                   | 1/4                    | 22.07.1931, Прага        | Спарта (Прага)         | 1:0 [Архівовано 21 жовтня 2020 у Wayback Machine.] | Ювентус             | Капітан команди  |
| 5                      | 1931                   | 1/4 перегр.            | 2.09.1931, Відень        | Спарта (Прага)         | 3:2 [Архівовано 10 серпня 2020 у Wayback Machine.] | Ювентус             | Капітан команди  |
| 6                      | 1932                   | 1/4                    | 25.06.1932, Турин        | Ювентус                | 4:0 [Архівовано 4 травня 2021 у Wayback Machine.]  | Ференцварош         |                  |
| 7                      | 1932                   | 1/4                    | 03.07.1932, Будапешт     | Ференцварош            | 3:3 [Архівовано 4 травня 2021 у Wayback Machine.]  | Ювентус             |                  |
| 8                      | 1932                   | 1/2                    | 6.07.1932, Прага         | Славія (Прага)         | 4:0 [Архівовано 4 травня 2021 у Wayback Machine.]  | Ювентус             |                  |
| 9                      | 1932                   | 1/2                    | 10.07.1932, Турин        | Ювентус                | 2:0 [Архівовано 17 жовтня 2020 у Wayback Machine.] | Славія (Прага)      |                  |
| 10                     | 1933                   | 1/4                    | 22.06.1933, Будапешт     | Уйпешт                 | 2:4 [Архівовано 3 грудня 2020 у Wayback Machine.]  | Ювентус             |                  |
| 11                     | 1933                   | 1/4                    | 29.06.1933, Турин        | Ювентус                | 6:2 [Архівовано 4 травня 2021 у Wayback Machine.]  | Уйпешт              |                  |
| 12                     | 1933                   | 1/2                    | 09.07.1933, Відень       | Аустрія (Відень)       | 3:0 [Архівовано 4 травня 2021 у Wayback Machine.]  | Ювентус             |                  |
| 13                     | 1933                   | 1/2                    | 16.07.1933, Турин        | Ювентус                | 1:1 [Архівовано 4 травня 2021 у Wayback Machine.]  | Аустрія (Відень)    |                  |
| 14                     | 1934                   | 1/8                    | 17.06.1934, Турин        | Ювентус                | 4:2 [Архівовано 15 квітня 2021 у Wayback Machine.] | Тепліцер            |                  |
| 15                     | 1934                   | 1/8                    | 24.06.1934, Тепліце      | Тепліцер               | 0:1 [Архівовано 16 квітня 2021 у Wayback Machine.] | Ювентус             |                  |
| 16                     | 1934                   | 1/4                    | 01.07.1934, Будапешт     | Уйпешт                 | 1:3 [Архівовано 29 квітня 2021 у Wayback Machine.] | Ювентус             |                  |
| 17                     | 1934                   | 1/4                    | 08.07.1934, Турин        | Ювентус                | 1:1 [Архівовано 1 травня 2021 у Wayback Machine.]  | Уйпешт              |                  |
| 18                     | 1935                   | 1/8                    | 16.06.1935, Плзень       | Вікторія (Пльзень)     | 3:3 [Архівовано 15 жовтня 2020 у Wayback Machine.] | Ювентус             | Капітан команди  |
| 19                     | 1935                   | 1/8                    | 23.06.1935, Турин        | Ювентус                | 5:1 [Архівовано 13 жовтня 2020 у Wayback Machine.] | Вікторія (Пльзень)  | Капітан команди  |
| 20                     | 1935                   | 1/4                    | 30.06.1935, Будапешт     | Хунгарія (Будапешт)    | 1:3 [Архівовано 4 травня 2021 у Wayback Machine.]  | Ювентус             | Капітан команди  |
| 21                     | 1935                   | 1/4                    | 6.07.1935, Турин         | Ювентус                | 1:1 [Архівовано 4 травня 2021 у Wayback Machine.]  | Хунгарія (Будапешт) | Капітан команди  |
| 22                     | 1935                   | 1/2                    | 16.07.1935, Прага        | Спарта (Прага)         | 2:0 [Архівовано 4 травня 2021 у Wayback Machine.]  | Ювентус             | Капітан команди  |
| 23                     | 1935                   | 1/2                    | 21.07.1935, Турин        | Ювентус                | 3:1 [Архівовано 4 травня 2021 у Wayback Machine.]  | Спарта (Прага)      | Капітан команди  |
| 24                     | 1935                   | 1/2, перегр.           | 28.07.1935, Базель       | Спарта (Прага)         | 5:1 [Архівовано 13 жовтня 2020 у Wayback Machine.] | Ювентус             | Капітан команди  |
| Всього у кубку Мітропи | Всього у кубку Мітропи | Всього у кубку Мітропи | Всього у кубку Мітропи   | Всього у кубку Мітропи | 24                                                 |                     | 0                |

## Титули і досягнення

### Як гравця
- Чемпіон Італії (8):

«Ювентус»: 1925–26, 1930–31, 1931–32, 1932–33, 1933–34, 1934–35: «Про Верчеллі»: 1920–21, 1921–22
- Чемпіон світу (1):

1934
- Бронзовий олімпійський призер: 1928